# Карл Купетте
Карл Купетте (нім. Karl Coupette; 31 липня 1885, Шпандау — 17 лютого 1964, Мюльгайм) — німецький офіцер, контрадмірал крігсмаріне.

## Біографія
1 квітня 1905 року вступив у кайзерліхмаріне, пройшов підготовку на навчальному кораблі «Шарлотта». Закінчив військово-морську школу (1907). 1 жовтня 1907 року переведений на лінійний корабель «Імператор Барбаросса». 1 жовтня 1908 року призначений на малий крейсер «Данциг», а в червні 1909 року — на малий крейсер «Майнц». З 15 вересня 1910 року — ад'ютант лінійного корабля «Гессен». З 1 жовтня 1912 року — викладач навчального торпедного корабля «Вюртемберг». З 1 квітня 1913 року — командир роти 1-ї суднобудівної дивізії, з 1 жовтня 1913 року — кадрованої морської дивізії в Китаї. В січні 1914 року переведений в Циндао. З 23 лютого 1914 року — офіцер зв'язку в Цзяочжоу. Після початку Першої світової війни і взяття Циндао японськими військами 7 листопада 1914 року був взятий в полон, де і провів всю війну.
26 листопада 1919 року звільнений і призначений офіцером зв'язку при швейцарському посольстві, займався питаннями повернення німецьких полонених на батьківщину. З 15 березня 1920 року — член Німецького Червоного Хреста у справах військовополонених, які перебували в Сибіру. У липні-вересні 1920 року командував військовим транспортом. У жовтні 1920 року повернувся в Німеччину і 4 лютого 1921 року призначений на крейсер «Аркона», з 25 травня 1921 року — навігаційний офіцер. З 30 вересня 1922 року — командир роти 2-го батальйону берегової оборони. З 15 вересня 1924 року — 1-й офіцер крейсера «Аркона». 27 вересня 1926 року призначений офіцером зв'язку ВМС при командувачі 6-м військовим округом. З 20 липня 1929 року — директор Імперської військово-морської штаб-квартири в Штеттіні. 30 вересня 1931 року призначений командиром кадрованій морської дивізії «Остзе», одночасно в квітні 1932 і в січні-лютому 1934 року виконував обов'язки капітана Кільского порту і комісара каналу імператора Вільгельма. З 1 лютого 1934 року — начальник штабу 2-го адмірала військово-морської станції «Остзе», з 13 лютого по 11 березня і з 29 липня по 10 серпня 1935 року виконував обов'язки 2-го адмірала станції. 15 жовтня 1935 року призначений начальником відділу морських перевезень Морського управління. 16 березня 1938 року переведений в Імперське міністерство транспорту і 31 березня звільнений у відставку. 26 серпня 1939 року переданий в розпорядження крігсмаріне, але не отримав призначення.

## Звання
- Кадет (1 квітня 1905)
- Фенріх-цур-зее (7 квітня 1906)
- Лейтенант-цур-зее (28 вересня 1908)
- Оберлейтенант-цур-зее (5 вересня 1911)
- Капітан-лейтенант (30 січня 1920)
- Корветтен-капітан (1 квітня 1925)
- Фрегаттен-капітан (1 квітня 1930)
- Капітан-цур-зее (1 жовтня 1932)
- Контрадмірал запасу (31 березня 1938)

## Нагороди
- Залізний хрест 2-го і 1-го класу
- Колоніальний знак
- Почесний хрест ветерана війни з мечами
- Медаль «За вислугу років у Вермахті» 4-го, 3-го, 2-го і 1-го класу (25 років)